# Tournament Players Championship de 1984
O Tournament Players Championship de 1984 foi a décima primeira edição do Tournament Players Championship, realizada entre os dias 29 de março e 21 de abril no PC Sawgrass de Ponte Vedra Beach, sudeste de Jacksonville, na Flórida, Estados Unidos.
Fred Couples, de 24 anos, jogou 64 na segunda volta e terminou com 277 tacadas, uma de vantagem sobre o vice-campeão Lee Trevino. Este foi o segundo título de Couples no circuito e, doze anos depois, conquista o terceiro título. O campeão de 1980, Trevino, jogando no vizinho campo de golfe Sawgrass, havia falhado o corte nas duas últimas edições, que se realizaram no novo local.

## Local do evento
Este foi o terceiro Tournament Players Championship realizado no campo do Estádio TPC Sawgrass, em Ponte Vedra Beach, Flórida, medindo 6 857 jardas (6 270 metros). Em respostas às preocupações dos jogadores, o campo sofreu ainda mais refinamentos: os greens foram aplainados e com menos velocidade.